# Cadastro territorial no Brasil
No Brasil, o cadastro territorial e o cadastro técnico multifinalitário (CTM) têm uma história, função e legislação próprias, com notoriedade distinta do desenvolvimento internacional.

## História
Em 1950, o Brasil foi marcado pela consolidação de um modelo de desenvolvimento que deu as bases para a estrutura da rede urbana de hoje. O projeto desenvolvimentista do governo federal de Juscelino Kubitschek (1955-1959), teve incidência significativa no processo de reestruturação do espaço urbano e regional e foi como se desenvolve desde então. A cidade deve ser entendida em duas dimensões indissociáveis: como um espaço uno e dividido. Uno porque é uma totalidade e dividido, porque se expressa material e imaterialmente, pois física e socialmente é desigual.

## Função
Muitas cidades brasileiras de pequeno e médio porte tem sofrido com o crescimento desordenado e a informalidade da ocupação do solo urbano, fato que influencia na preservação do meio ambiente e na qualidade de vida dos moradores. Sendo assim, o CTM é fundamental para o planejamento e para tomadas de decisões, e deve estar sempre atualizado com detalhamento que ofereça aos técnicos, das diversas áreas do planejamento urbano, ter as informações de seu interesse. O cadastro imobiliário permite ter o conhecimento do espaço geográfico da cidade que é fundamental ao desenvolvimento da mesma. Com base nestes fatores, este torna-se ferramenta de apoio ao planejamento, pois transmite aos gestores a real situação em que se encontram seus municípios.

## Legislação
No Brasil, as diretrizes do CTM foram lançadas em 2009, quando o cadastro imobiliário urbano ainda não possui leis nacionais que orientavam o seu funcionamento. Porém, cada cidade pode ser responsável pela sua legislação sobre questões urbanas.
Em 2021, foi instituído o Cadastro Imobiliário Brasileiro (CIB), o qual não se confunde com o "registro de imóveis", visto que a inscrição no CIB não implica em direito de posse ou de propriedade.
No Brasil, o cadastro de imóveis é dividido entre rural e urbano, sendo o primeiro certificado pelo Instituto Nacional de Colonização e Reforma Agrária (INCRA) após agrimensura rural, ou seja, "georreferenciamento" do imóvel rural.